# Едісто (Південна Кароліна)
Едісто (англ. Edisto) — переписна місцевість (CDP) в США, в окрузі Оранджберг штату Південна Кароліна. Населення — 2058 осіб (2020).

## Географія
Едісто розташоване за координатами 33°28′38″ пн. ш. 80°53′57″ зх. д. / 33.47722° пн. ш. 80.89917° зх. д. (33.477195, -80.899154).  За даними Бюро перепису населення США в 2010 році переписна місцевість мала площу 14,14 км², з яких 14,03 км² — суходіл та 0,10 км² — водойми.

## Демографія
Згідно з переписом 2010 року, у переписній місцевості мешкало 2559 осіб у 1012 домогосподарствах у складі 642 родин. Густота населення становила 181 особа/км².  Було 1199 помешкань (85/км²).
Расовий склад населення:
| - 74,0 % — чорних або афроамериканців - 23,4 % — білих - 0,2 % — корінних американців - 0,2 % — азіатів - 1,7 % — осіб інших рас |

До двох чи більше рас належало 0,7 %. Частка іспаномовних становила 2,7 % від усіх жителів.
За віковим діапазоном населення розподілялося таким чином: 25,3 % — особи молодші 18 років, 62,9 % — особи у віці 18—64 років, 11,8 % — особи у віці 65 років та старші. Медіана віку мешканця становила 36,3 року. На 100 осіб жіночої статі у переписній місцевості припадало 92,0 чоловіків;  на 100 жінок у віці від 18 років та старших — 85,2 чоловіків також старших 18 років.
Середній дохід на одне домашнє господарство  становив 32 610 доларів США (медіана — 19 393), а середній дохід на одну сім'ю — 30 802 долари (медіана — 19 038). За межею бідності перебувало 41,5 % осіб, у тому числі 70,0 % дітей у віці до 18 років та 13,2 % осіб у віці 65 років та старших.
Цивільне працевлаштоване населення становило 693 особи. Основні галузі зайнятості: освіта, охорона здоров'я та соціальна допомога — 25,4 %, мистецтво, розваги та відпочинок — 19,0 %, виробництво — 14,9 %, транспорт — 14,3 %.